# Хак и король червей
«Хак и король червей» или привычнее «Гек и король червей» (англ. Huck And The King Of Hearts) — американский приключенческий фильм 1993 года, поставленный режиссёром Майклом Кейшем по мотивам романа Марка Твена «Приключения Гекльберри Финна». Время действия фильма перенесено из XIX в XX век. Главные роли исполнили Чонси Леопарди, Грэм Грин, Ди Уоллес Стоун, Джон Эстин и Джо Пископо.

## Сюжет
Действие фильма происходит в конце XX века. Мальчик Гек отправляется на поиски своего дедушки. Во время поиска он встречает другого мальчика Джима, который становится его верным другом. Джим — бродяга и опытный картёжник, его способности помогают мальчикам не умереть с голода.
Друзья начинают поиски от Калифорнии, а заканчивают их в Лас-Вегасе в штате Невада. За время своего путешествия мальчики сталкиваются с различными мошенниками и злодеями, которые готовы переступить через что угодно лишь бы достичь своей цели.
Кроме того ребят начинает преследовать проигравший карточный игрок в компании со своими довольно тупыми товарищами. Различные курьёзные ситуации и опасности со стороны этой дурной компании подстерегают мальчиков, но друзья помогают друг другу выбраться из беды и достичь своей цели — найти дедушку Гека.

## В ролях
- Чонси Леопарди — Хак (Гек, Гека)
- Грэм Грин — Джим
- Ди Уоллес Стоун — Дарлен
- Джо Пископо — Макс
- Джон Эстин — Зач
- Гретхен Беккер — Лиза
- Джеймс Криттенден — Док
- Шевонн Даркин — Мэвис
- Кристофер Стоун — Русс
- Эд Тротта — Эд
- Джакоб Варгас — Педро
- Питер Джурасик — Ник